# 海南駅 (全羅南道)
海南駅（ヘナムえき）は、大韓民国全羅南道海南郡にて開業予定の韓国鉄道公社（KORAIL）木浦宝城線の駅である。

## 路線
韓国鉄道公社　
木浦宝城線　

## 沿革
- 2025年5月12日：駅名確定[1]。
- 2025年8月：開業予定。

## 隣の駅
韓国鉄道公社
木浦宝城線
康津駅 - 海南駅 - 霊岩駅